# Liste der Bischöfe von Sant’Angelo dei Lombardi
Die folgenden Personen waren Bischöfe des Erzbistums italienischen Sant’Angelo dei Lombardi.
- R. (1080–1085)
- Pietro Paolo Tarantino (1131)
- Roberto Ettorre (1154)
- Giovanni di Albano (1174–1182)
- Giovanni II. (1246–1254)
- Buonfiglio (1295–1303)
- Lorenzo (vor 1. Dezember 1346)
- Pietro dell’Aquila (12. Februar 1347 bis 29. Juni 1348), auch Bischof von Trivento
- Roberto Estore (30. Mai 1348 bis 1359)
- Pietro Fabri d’Armoniaco (1359–1361)
- Giacomo (1361 bis 10. Juni 1375)
- Alessandro (1398)
- Pietro (10. Dezember 1398 bis 1413)
- Antonio Maffei (1413–1426)
- Guglielmo (1426–1427)
- Pietro de Agello (13. Oktober 1427 bis 1447)
- Pessulo da Sorrento (27. November 1447 bis 1468)
- Giacomo (3. August 1468 bis 15. Januar 1477)
- Michele Cecere (21. Februar 1477 bis 1485)
- Odoardo Ferro (12. August 1485 bis 1491)
- Biagio de Loca (23. Januar 1492 bis 1502)
- Rinaldo de Cancellariis (16. Dezember 1502 bis 1542)
- Valerio de Cancellariis (11. Oktober 1542 bis 1574)
- Pietrantonio Vicedomini (17. November 1574 bis 4. November 1580)
- Giovanni Battista de Petralata (12. Dezember 1580 bis 1585)
- Antonello Folgore (10. November 1585 bis 1590)
- Flaminio Turricella (30. Januar 1591 bis 1600)
- Gaspare Paluzio Albertone (4. April 1601 bis 1614)
- Pedro Ginés Casanova (1. Februar 1610 bis 27. März 1635)
- Francesco Diotallevi (21. Juli 1614 bis 1622)
- Ercole Rangone (2. Mai 1622 bis 24. April 1645)
- Gregorio Coppino (12. Juni 1645 bis 1645)
- Alessandro Salzilla (14. Mai 1646 bis Dezember 1646)
- Ignazio Ciante (7. Januar 1647 bis 1661)
- Tommaso de Rosa (16. Januar 1662 bis 8. Mai 1679)
- Giovanni Battista Pepita (8. Januar 1680 bis 26. März 1685)
- Giuseppe Mastellone (14. Mai 1685 bis Juni 1721)
- Giuseppe Galliani (1. Dezember 1721 bis April 1727)
- Angelo Maria Nappi (5. Juni 1727 bis 1734)
- Antonio Malerba (25. Mai 1735 bis 1761)
- Domenico Volpe (25. Januar 1762 bis 12. März 1783)
- Carlo Nicodemo (26. März 1792 bis 1808)
- Bartolomeo Goglia (21. Dezember 1818 bis 20. April 1840)
- Ferdinando Girardi (22. Juli 1842 bis 21. Dezember 1846)
- Giuseppe Gennaro Romano (21. Dezember 1846 bis 17. Juni 1854)
- Giuseppe Maria Fanelli (23. Juni 1854 bis 8. Juni 1891)
- Nicola Lo russo (8. Juni 1891 bis 9. April 1897)
- Giulio Tommasi (19. April 1897 bis 1921). auch Erzbischof von Conza-Sant’Angelo dei Lombardi-Bisaccia

Fortführung unter Liste der Erzbischöfe von Conza